# Hiroshi Shiibashi
Hiroshi Shiibashi (椎橋寛,Shiibashi Hiroshi) geboren in 21 juni 1963, Suita, Osaka, Japan is een Mangaka bekend van de manga Nurarihyon no Mago. Hij werkte eerder als assistent van Hirohiko Araki voor de manga Steel Ball Run.

## Carrière
- 2002: Debuteert in Business Jump met one-shot "Aratama" geschreven door Saori Uemura.
- 2003: Verscheen in de eindejaarsuitgave van het kunstmagazine van de Osaka Universiteit met opnieuw een one-shot getiteld "The Fangs of Kyūso" (窮鼠の牙, Kyūso no kiba). In de lente editie van het dat magazine illustreerde hij dan de one-shot Aka-tuki (Aka-Tuki 〜赤月〜), geschreven door Kengo Kaji. Hij was ook verantwoordelijk voor de illustraties vanSaori Uemura's boek "The Delusions of a Stupid Woman" (バカな女の妄想, Baka na onna no mōsō).
- 2004: Verscheen in de zesde uitgave van Business Jump met "Silver Tray" (銀の盆, Kin no bon) en in de 24ste editie met "The Akira Shin Dictionary" (新明釈国語辞典, Shin akira kokugojiten).
- 2005: Verscheen in de lente-uitgave van College manga met "Falconer of the Mountains" (山脈のファルコナー, Yamanami no fuarukonaa), en in de zomer editie met "Rakuda no Kobu" (ラクダのこぶ) in de herfsteditie verscheen het door Hiroshi geïllustreerde "Lilly Bulb" van Saori Uemura
- 2006: Verscheen in Akamaru Jump's lente-uitgave met Nurarihyon no Mago.
- 2007: Verschijnt in de 35e editie van Weekly Jump met Nurarihyon no Mago en wint de derde jaarlijkse Golden Future Cup competitie.
- 2008: Nurarihyon no Mago verschijnt als reeks in de 15e editie van Weekly Jump het is Shiibashi's eerste serie.

- Bibliothèque nationale de France: cb162660210 (data)
- Catàleg d'autoritats de noms i títols de Catalunya: 981058510054906706
- International Standard Name Identifier: 0000 0003 6734 8637
- Library of Congress Control Number: no2011021071
- Bibliotheek van het Japanse parlement: 01135217
- Nationale Bibliotheek van Israël: 987007933273305171
- Système universitaire de documentation: 232417997
- Virtual International Authority File: 232587234
- WorldCat: E39PBJp9wqtyrprxBVf8ykCvpP